# Adenocline violifolia
Adenocline violifolia là một loài thực vật có hoa trong họ Đại kích. Loài này được (Kunze) Prain mô tả khoa học đầu tiên năm 1913 publ. 1914.